# 卓越の湖
卓越の湖(Lacus Excellentiae)は、月の南半球にある比較的小さな不規則な形の湖である。湿りの海の南に位置する。湖の中には、小さなクラウジウス・クレーターがある。
この湖の月面座標は、南緯35.4°、西経44.0°で、直径は184kmである。命名は比較的最近で、国際天文学連合で1976年に承認された。
卓越の湖は、スマート1の衝突地点となった。このプローブは、衝突時の噴出物質の性質を観測するため、2006年9月3日に月表面に衝突させられた。